# Arthur Shepherd

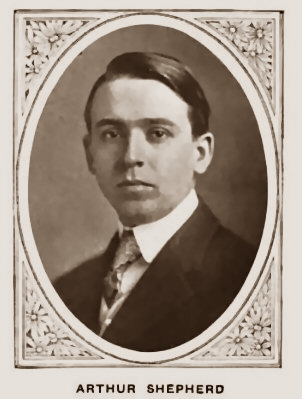
Arthur Shepherd, um 1908

Arthur Shepherd (* 19. Februar 1880 in Paris, Idaho; † 12. Januar 1958 in Cleveland, Ohio) war ein US-amerikanischer Komponist.
Shepherd studierte von 1892 bis 1897 am New England Conservatory bei Percy Goetschius und George Chadwick. Danach wirkte er bis 1909 als Dirigent, Pianist und Komponist in Salt Lake City. Bis 1920 unterrichtete er am New England Conservatory und übersiedelte dann nach Cleveland. Dort wirkte er als Dirigent des Cleveland Orchestra und unterrichtete als Professor an der Western Reserve University. 1938 wurde er in die American Academy of Arts and Letters gewählt.
Neben zwei Sinfonien und weiteren Werken für Orchester komponierte er Kammermusik und zahlreiche Lieder.

## Werke
- Overture joyeuse, 1901
- 1. Klaviersonate, 1907
- The City in the Sea  für Bariton, Chor und Orchester, 1913
- Violinsonate, 1918
- Overture to a Drama, 1919
- Horizons (1.Sinfonie), 1927
- 2. Klaviersonate, 1930
- 2. Sinfonie, 1938
- Klavierquintett, 1940
- Fantasy on Down East Spirituals, 1946
- Violinkonzert, 1946